# Parafia farna w Bydgoszczy

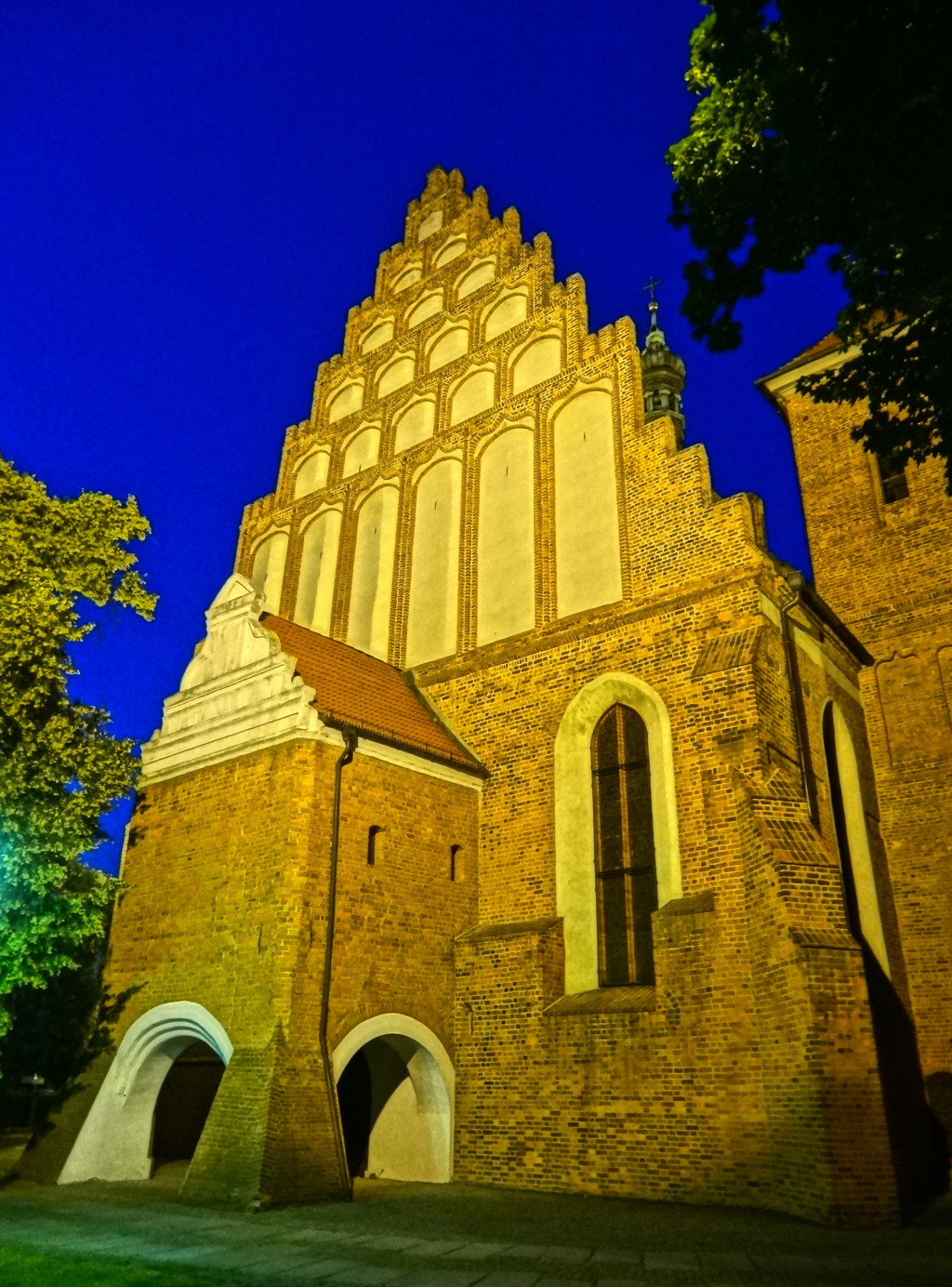
Bydgoski kościół farny pw. św. Marcina i Mikołaja, od 2004 r. katedra diecezji bydgoskiej

Parafia katedralna św. Marcina i Mikołaja w Bydgoszczy – rzymskokatolicka parafia w Bydgoszczy, erygowana około 1346 r. Mieści się przy ulicy Farnej 2, należy do dekanatu Bydgoszcz II.

## Przynależność diecezjalna
Pierwszą przynależność kościelną Bydgoszczy trzeba łączyć archidiecezją gnieźnieńską, erygowaną na synodzie rzymskim w 999 r. Przypuszcza się, że po powstaniu w XI w. na Kujawach diecezji w Kruszwicy, mogła do niej należeć Bydgoszcz i późniejszy powiat bydgoski. Około 1123 r. przeniesiono siedzibę biskupią z Kruszwicy do Włocławka, a diecezję nazywano (do 1818 r.) kujawsko-pomorską, bowiem sięgała ona od Przedcza na południu po wybrzeże Bałtyku na północy. Parafia bydgoska znajdowała się w środkowej części diecezji, w której stykały się dwie należące do niej prowincje: Kujawy i Pomorze Gdańskie.
W granicach diecezji włocławskiej Bydgoszcz pozostała do roku 1765, kiedy to na mocy porozumienia biskupów: włocławskiego Antoniego Kazimierza Ostrowskiego i gnieźnieńskiego Władysława Łubieńskiego, dokonano zmiany, według której diecezja włocławska przekazując arcybiskupstwu gnieźnieńskiemu Bydgoszcz i kilka innych parafii z nią graniczących, otrzymała pod swoją administrację Wolbórz i okoliczne parafie.
25 marca 2004 r. papież Jan Paweł II wydał dekret o ustanowieniu diecezji bydgoskiej. Kościołem katedralnym diecezji ustanowiono kościół farny, który był pierwszym bydgoskim kościołem parafialnym.

## Historia

### Początki parafii bydgoskiej
Bardzo trudna jest odpowiedź na pytanie o początki parafii bydgoskiej. Zazwyczaj umieszcza się jej początki w obszernym przedziale czasu obejmującym wieki od XI do XIV. Najpóźniejszą datą jest 1346 r., kiedy nastąpiła lokacja Bydgoszczy na prawie magdeburskim i związany z tym „automat erekcyjny”, wedle którego lokacja miasta była tożsama z ustanowieniem parafii. Zagadnienie ustalenia daty początkowej parafii bydgoskiej komplikuje istnienie w pobliżu dawnej osady podgrodowej kościoła św. Idziego, który w starych XVI-wiecznych dokumentach kościelnych określany był zwyczajowo „pierwotnym kościołem parafialnym” lub „macierzą (matką) kościoła parafialnego”. Podczas badań archeologicznych prowadzonych na obszarze dawnego cmentarza przy kościele św. Idziego (istniejącego do końca XVIII w.), w najstarszej warstwie pochówków, w grobie mieszczącym szkielet kobiety, znaleziono kabłączek skroniowy (biżuteria zdobiąca głowę), który zdaniem archeologów pochodził z przełomu XII i XIII w., co dowodzi również istnienia kościoła lub kaplicy w tym czasie. Wielu historyków wysuwa zatem hipotezę, że kościół św. Idziego był najstarszym kościołem bydgoskim, a parafia bydgoska powstała najpóźniej na przełomie XII i XIII w.
Wedle odmiennej hipotezy przedstawianej m.in. przez Lecha Łbika, kościół św. Idziego został wzniesiony przed 1346 r., gdyż tylko w czasach poprzedzających lokację miasta i fundację bydgoskiego kościoła farnego mogło istnieć zapotrzebowanie społeczne na taką inwestycję. Z uwagi na to, że kościół ten nie posiadał uposażenia ziemskiego, mógł być wyłącznie kaplicą publiczną, spełniającą rolę świątyni filialnej, należącej do jednej z okolicznych parafii. Pobór dziesięciny papieskiej, uiszczanej w latach 1325–1327 od dochodów poszczególnych beneficjów kościelnych w okolicy Bydgoszczy wykazał istnienie parafii w Wyszogrodzie (1198) i w Dobrczu (1315). Najbliższa względem Bydgoszczy (10 km) świątynia parafialna ulokowana była w Wyszogrodzie, nieopodal ujścia Brdy do Wisły. Była to świątynia pw. św. Marii Magdaleny, ufundowana przez przedstawicieli rodu Powałów, z nadania synów Bolesława Krzywoustego, dzierżącego dziedzicznie Wyszogród od połowy XII w. po początek XIII wieku. Konieczność usytuowania przy grodzie bydgoskim kościoła pomocniczego uzasadniała stała obecność (od początku XIII w.) urzędników książęcych, kasztelana oraz załogi wojskowej. Służbę Bożą sprawował w kościele duchowny dojeżdżający z Wyszogrodu lub stały kapelan-rezydent, utrzymywany przez bydgoskiego kasztelana. Po budowie zamku bydgoskiego w połowie XIV wieku, funkcję świątyni zastąpiła urządzona w nim kaplica z przebywającym tu stale kapelanem zamkowym.
Z kolei w nowo założonym mieście zbudowano od podstaw pierwszy i aż do 1924 roku jedyny kościół parafialny. Pleban farny ustanowiony w następstwie formalnych aktów fundacji i erekcji bydgoskiej parafii, rezydował przy starej kaplicy grodowej do chwili ukończenia budowy kościoła farnego, usytuowanego w obrębie murów miejskich. Epizod ten utrwaliła późniejsza tradycja, przypisując kościołowi św. Idziego godność najstarszej bydgoskiej świątyni parafialnej.
W bydgoskim dokumencie lokacyjnym z 13 kwietnia 1346 r. brakuje postanowień o wydzieleniu posiadłości ziemskich dla plebana oraz placu pod budowę kościoła, co oznacza, że sprawę fundacji osobnej parafii bydgoskiej król pozostawił wolnej decyzji wójtów i mieszczan. Parafia ta powstała zapewne wskutek zabiegów pierwszych wójtów bydgoskich: Jana Kiesselhutha i Konrada (1346) lub Hempla (1364). Widomym znakiem zakończenia budowy fary była fundacja w latach 90. XIV w. pierwszego konwentu zakonnego w mieście – klasztoru karmelitów. Wójtowie uposażyli bydgoskiego plebana dwoma działkami budowlanymi w mieście (u zbiegu ul. Malczewskiego i Grodzkiej) oraz ogrodem na przedmieściu Kujawskim (teren później zajmowany przez kościół szpitalny św. Stanisława). Pleban korzystał także z prawa do połowu ryb w rzece Brdzie, poboru mąki z młynów wodnych, zbudowanych przez wójtów nieopodal fary oraz opłat: kolędy, offerendy i dziesięciny z gruntów ornych bydgoskiej parafii oraz czynszów z mieszczańskich kamienic, obciążonych dobrowolnymi zapisami pieniężnymi na rzecz proboszcza. W XVI w. starostowie bydgoscy ograniczyli proboszczom prawo rybołówstwa i całkowicie zaprzestali świadczenia daniny mącznej.
Mimo dość znacznych dochodów pieniężnych (370 zł w 1745 r.), w XVIII wieku parafia bydgoska postrzegana była jako jedna z gorzej uposażonych parafii miejskich diecezji włocławskiej, przede wszystkim z powodu niewielkiego uposażenia gruntowego.
Rozgraniczenia młodszej parafii farnej od starszej parafii wyszogrodzkiej dokonano w oparciu o utrwalone w XIII wieku granice miejscowych kasztelanii. Stąd granica wschodnia bydgoskiej parafii przebiegała na wschód od Bartodziei, mimo że już w połowie XIV w. kasztelania wyszogrodzka nie istniała, wchłonięta przez bydgoską i tworząca razem z nią powiat bydgoski ze starostą grodowym na czele.
Prawo patronatu nad kościołem farnym, dające prawo do obsady plebana bydgoskiego (zatwierdzanego przez biskupa włocławskiego), należało w XIV wieku do wójtów bydgoskich, a od początku XV wieku, po wykupie wójtostwa – do królów polskich, których miejscowymi przedstawicielami byli starostowie bydgoscy.

### Terytorium parafii w okresie staropolskim
Parafia farna, aż do 1920 r. obejmowała miasto Bydgoszcz oraz okoliczne wsie, przyłączane do miejskiej wspólnoty parafialnej w miarę ich stopniowego zakładania. Najpierw były to powstałe przed rokiem 1346: Bartodzieje, Bielice i Jachcice, a później trzy kolejne osady: Czyżkówko, Łochowo i Brzoza, wzmiankowane po raz pierwszy w 1489 roku. Wszystkie te wsie, podobnie jak Bydgoszcz stanowiły własność królewską. W latach 1489–1512 do parafii bydgoskiej przyłączono rycerską wieś Kruszyn Krajeński, do tej pory pozostającą pod jurysdykcją parafii ślesińskiej w sąsiedniej archidiecezji gnieźnieńskiej, a w latach 1597–1661 Czersko Polskie z parafii fordońskiej.
Odległości od granic parafii do świątyni farnej przekraczały z reguły 10 kilometrów.
Tuż przed I rozbiorem Polski parafia bydgoska obejmowała swymi granicami 47 osad i folwarków wiejskich. W 1763 r. w jej skład wchodziły następujące miejscowości i folwarki:
- Tereny dzisiejszego miasta Bydgoszczy:
  - Bydgoszcz z trzema przedmieściami i terenem zamku,
  - Grodztwo (w rejonie ronda Jagiellonów i placu Wolności),
  - Szwederowo, Nowy Dwór (obecnie część Szwederowa),
  - Jachcice, Koziałacha (koło Jachcic),
  - Bocianowo,
  - Bielawki,
  - Bartodzieje Wielkie,
  - Bartodzieje Małe (na prawym brzegu Brdy, w strefie obecnego Wzgórza Wolności i Wyżyn),
  - Żupa (koło Babiej Wsi),
  - Kapuściska Wielkie, Zimna Woda (koło Kapuścisk),
  - Kapuściska Małe (na lewym brzegu Brdy, na wschód od Bartodziejów),
  - Czersko Polskie, Czersko Niemieckie (obecnie część Czerska Polskiego),
  - Glinki, Rupienica (koło Glinek),
  - Bielice, Biedaszkowo, Górzyskowo,
  - Wilczak, Wilcze (inaczej Wilczak Mały, koło Miedzynia),
  - Czyżkówko,
  - Opławiec,
  - Działy (koło Osowej Góry),
  - Miedzyń,
  - Prądy,
- Tereny w okolicy obecnego miasta Bydgoszczy:
  - Lisi Ogon, Żal się Boże / Nowa Erekcja (koło Lisiego Ogona),
  - Łochowo, Łochowice, Białe Błota, Drzewce, Murowaniec,
  - Kruszyn Polski (w rejonie obecnych Lipnik), Kruszyn Niemiecki (dziś Krajeński),
  - Ciele, Zielonka, Wilcze Gardło (między Zielonką a Cielem),
  - Stryszek, Przyłęki, Kępa Przyłęcka (koło Przyłęk), Prądki (koło Przyłęk), Drzewianowo (koło Przyłęk),
  - Brzoza, Piecki.

### Demografia parafii w okresie staropolskim
Nawa bydgoskiego kościoła farnego wzniesionego zasadniczo w latach 1425–1466, przewidywana była wedle współczesnych obliczeń dla ok. 1800 wiernych. Z tego ok. 1500 osób przypadało na mieszczan i przedmieszczan bydgoskich, a pozostałe osoby mogli stanowić wiejscy członkowie parafii z: Bartodziejów, Bielic i Jachcic, Czyżkówka, Łochowa i Brzozy. W czasie największego rozwoju demograficznego w okresie przedrozbiorowym (początek XVII w.) Bydgoszcz z przedmieściami liczyła ok. 5 tys. osób, a kolejny tysiąc mógł przypadać na należące do parafii wsie i osady.

### Parafialni witrycy
Faktycznym gospodarzem kościoła farnego była społeczność miejska, który reprezentowała obieralna rada miejska w osobach burmistrza i rajców. Rada sprawowała pieczę nad księgami mszalnymi, kosztownymi szatami i naczyniami liturgicznymi, takimi jak ornaty, kielichy, monstrancje, krzyże i pacyfikały. Corocznie, w porze święta Obrzezania Pańskiego (11 stycznia), Rada Miejska wybierała spośród mieszczan dwóch witryków (przedstawicieli parafian), którzy zarządzali odrębnym od beneficjum plebańskiego majątkiem, przeznaczonym na bieżące potrzeby kościelnego budynku i uświetnienie odprawianych w nim nabożeństw. Na ten cel zbierano datki i ofiary wiernych, zapisy testamentowe, opłaty za pochówek pod posadzką kościoła oraz bicie w dzwony podczas pogrzebów. Za pozyskane środki witrycy opłacali dzwonnika, nabywali kadzidło, wosk na świece, wino mszalne, sprzęt ruchomy oraz pokrywali koszty sprzątania świątyni, remontów i napraw. Od 1497 r. witrycy poddani byli ścisłej kontroli plebana, a pieniądze i wartościowe przedmioty mieli obowiązek składać w skrzyni, do której dostęp był możliwy tylko za równoczesną wiedzą: plebana, witryków i rajców miejskich.
Powszechnym zwyczajem była zbiorowa obecność miejskiego magistratu na mszach coniedzielnych oraz świątecznych. W 1583 roku rada miejska podjęła uchwałę, na mocy której nakazano pod karą grzywny gremialny udział w świątecznych mszach św. bydgoskich mistrzów cechowych, landwójta oraz ławników miejskiego sądu.

### Staropolski dekanat i oficjalat bydgoski
Bydgoszcz dość szybko zaczęła odgrywać wyróżnioną rolę w diecezji włocławsko-pomorskiej. Wynikało to przede wszystkim z jej położenia oraz kumulowania cech stolicy subregionu kulturowo-gospodarczego. W pierwszej połowie XIII wieku w diecezji włocławskiej powstały trzy archidiakonaty okręgowe: pomorski, włocławski i kruszwicki. Od przełomu XIII i XIV wieku zaczęto je dzielić na dekanaty, którym przewodzili księża dziekani, wyznaczani przez biskupa spośród plebanów danego okręgu. Byli oni pomocnikami diecezjalnych archidiakonów okręgowych, wizytowali podległe im parafie, kontrolowali obyczaje duchowieństwa i wiernych, egzekwowali świadczenia i daniny na rzecz biskupa, Stolicy Apostolskiej, a nawet państwa.
Dekanat bydgoski został wymieniony po raz pierwszy w 1477 roku i należał wówczas do archidiakonatu włocławskiego jako jeden z czterech dekanatów. Jego terytorium wydzielono z dekanatu raciąskiego, wskutek wzrostu liczby parafii w I połowie XVI w. W 1527 r. jego jurysdykcji podlegała fara bydgoska i kościół szpitalny Świętego Ducha na przedmieściu Gdańskim oraz 10 świątyń parafialnych w północnej części staropolskiego powiatu bydgoskiego. Południowa część powiatu należała do dekanatu inowrocławskiego w archidiakonacie kruszwickim. Do dekanatu bydgoskiego należały świątynie w:
- Fordonie – parafia od 1382 r. kontynuująca tradycje parafii wyszogrodzkiej z XII wieku (świątynia wyszogrodzka w latach 1375–1413 stała się kościołem filialnym parafii fordońskiej),
- Osielsku – parafia założona w latach 1430–1435,
- Żołędowie – parafia wymieniona po raz pierwszy w 1489 r., w 1745 r. kościół filialny parafii w Osielsku[6],
- Dobrczu – parafia wymieniona po raz pierwszy w 1314 r.,
- Koronowie – parafia powstała po 1368 r., wymieniona po raz pierwszy w 1383 r.,
- Byszewie – parafia wymieniona po raz pierwszy w 1358 r., lecz powstała prawdopodobnie w latach 50. XIII w. po ufundowaniu klasztoru cystersów,
- Wtelnie – parafia wzmiankowana po raz pierwszy w 1527 r.,
- Dąbrówce Kościelnej – parafia wymieniona po raz pierwszy w 1428 r.,
- Strzelewie – parafia założona w 1428 r., w 1745 r. kościół filialny parafii w Dąbrówce Kościelnej[6],
- Wudzynie – od lat 80. XV wieku nie miała własnego duszpasterza, a w XVI w. obróciła się ruinę; wymieniona po raz pierwszy w 1527 r.; w 1745 r. kościół filialny parafii we Włókach[6].

W latach 1532–1582 Bydgoszcz i okoliczne Kujawy Północne przeszły pod zarząd archidiakonatu kruszwickiego. Do dekanatu bydgoskiego przyłączono wówczas dodatkowo parafie:
- Włóki – parafia wymieniona po raz pierwszy w 1570 r.
- Solec Kujawski – powstała po 1325 r., a przed 1382 r., kiedy została wymieniona po raz pierwszy w źródłach pisanych.

Około 1530 r. biskup włocławski, Maciej Drzewicki, utworzył bydgoski oficjalat foralny, czyli terenowy sąd kościelny. Zasięg działania tej jednostki obejmował terytoria dwóch graniczących z sobą dekanatów: bydgoskiego oraz świeckiego, położonego w archidiakonacie pomorskim. Pierwszym oficjałem został proboszcz bydgoski Grzegorz Wyrozębski, drugim – ks. Jan Fabian. Istotnym motywem decydującym o powołaniu oficjalatu bydgoskiego było ułatwienie zarządzania kościelnymi dobrami ziemskimi oraz rozprzestrzenianie się reformacji, której należało przeciwstawić sprawną organizację kościelną.
Oficjał był przedstawicielem biskupa ordynariusza odpowiedzialnym za stan Kościoła na podległym sobie terenie. Czuwał nad stanem moralnym duchowieństwa, przeprowadzał egzaminy proboszczowskie, kontrolował wyposażenie bibliotek kościelnych, dopuszczał do sprawowania liturgii w nowo wznoszonych i remontowanych świątyniach, jak i kaplicach prywatnych. Sprawował czynności prawne w obrębie prawa kanonicznego i zwyczajowego, z wyjątkiem spraw małżeńskich, beneficjalnych i innych zastrzeżonych dla biskupa. Wytaczał niektóre sprawy karne oraz zajmował się transakcjami majątkowymi, spadkami i testamentami, głównie osób duchownych i donatorów świeckich. Do jego pomocy istniał urząd administracyjno-sądowy zwany konsystorzem bydgoskim, od którego było jednak odwołanie do konsystorza generalnego we Włocławku. W urzędzie tym istniała kancelaria, w której pracowali m.in.: notariusz i instygator (oskarżyciel publiczny).
Zarówno oficjalat, jak i dekanat funkcjonowały do 1764 r., gdy papież Klemens XIII poparł starania biskupów włocławskich o włączenie do ich diecezji dekanatu wolborskiego z rezydencją biskupią (pałac) w zamian za oddanie archidiecezji gnieźnieńskiej części dekanatu bydgoskiego (parafie: Bydgoszcz i Dąbrówka ze Strzelewem). Dekret Kongregacji Konsystorialnej w Rzymie o zamianie granic obydwu diecezji wprowadził w życie 9 maja 1765 roku nuncjusz apostolski w Warszawie – Eugene Visconti.
Pozyskaną parafię bydgoską prymas Władysław Łubieński włączył do dekanatu więcborskiego w archidiakonacie kamieńskim. Na przeniesieniu Bydgoszczy do sąsiedniej diecezji zyskał Fordon, który ustanowiono siedzibą dekanatu. Obejmował on część terytorium dawnego dekanatu bydgoskiego, który pozostał w macierzystej diecezji włocławskiej. Natomiast w 1821 r. na mocy bulli papieża Piusa VII, normującej stosunki kościelne na ziemiach zaboru pruskiego, pozostała część archidiakonatu kruszwickiego (bez kilku parafii w okolicach Radziejowa) wraz z Inowrocławiem i Kruszwicą została włączona do archidiecezji gnieźnieńskiej, natomiast archidiakonat pomorski do diecezji chełmińskiej.

### Staropolskie kościoły filialne
Począwszy od XV wieku na przedmieściach Bydgoszczy wznoszono kaplice publiczne, które spełniały rolę świątyń filialnych, należących do parafii farnej. Najstarszą z nich był kościół św. Idziego, który wzniesiono prawdopodobnie w połowie XIII wieku dla obsługi duszpasterskiej kasztelańskiego grodu bydgoskiego, zwłaszcza urzędników i rycerzy w nim przebywających. Świątynia ta uzyskała docelową formę murowaną w 1537 r. i została wtedy powtórnie konsekrowana. W 1448 r. wzniesiono kościół szpitalny św. Ducha na przedmieściu Gdańskim, przebudowany po 1582 r. do formy murowanej. W 1550 r. wzniesiono kościół szpitalny św. Krzyża na przedmieściu Poznańskim, a w 1579 r. konsekrowano w tej samej okolicy kościół Św. Trójcy. Z kolei 1583 r. konsekrowano kościół szpitalny św. Stanisława na przedmieściu Kujawskim. Na terenie parafii bydgoskiej powstały także cztery kościoły zakonne: karmelitów (1398, murowany od 1550), bernardynów (1480, murowany od 1552), klarysek (1615, konsekrowany w 1645), jezuitów (1649). Pod koniec XVIII w. na terenie parafii bydgoskiej oprócz kościoła farnego istniały jeszcze cztery kościoły filialne: św. Idziego, św. Stanisława, św. Krzyża i Świętej Trójcy, które popadały w ruinę bądź ulegały różnym przeobrażeniom. W XIX wieku władze pruskie rozebrały niemal wszystkie dawne świątynie. Do czasów obecnych zachowały się jedynie dwa dawne kościoły zakonne: bernardynów i klarysek.

### Parafia w okresie zaboru pruskiego 1772-1920
W 1772 r. Bydgoszcz weszła w skład Królestwa Prus i pozostała w nim z krótkimi przerwami przez 148 lat. W związku z rozwojem gminy ewangelickiej, kościół katolicki w Bydgoszczy utracił pozycję monopolistyczną. Nastąpiła kasata zakonów: jezuitów (1773 r.), karmelitów (1816 r.), bernardynów (1829 r.) i klarysek (1835 r.) Duchowieństwo katolickie ograniczało się w tym czasie do obrony duchowego i materialnego stanu posiadania Kościoła. Jako przeciwwaga dla wpływów duchowieństwa polskiego traktowany był przez zaborcze władze państwowe kościół ewangelicko-unijny. Tworzenie nowych gmin ewangelickich było związane z napływem ludności niemieckiej. Osadnictwo Niemców wiązało się najpierw z koniecznością ustanowienia władztwa pruskiego na terenach objętych zaborem, potem zaś zostało sprowokowane polityką kolonizacyjną państwa niemieckiego.
Polskim katolikom, których liczba stale spadała (w połowie XIX w. stanowili tylko ok. 25% ogółu mieszkańców, a w 1900 r. – 28%), pozostał kościół farny. Wzrost liczby katolików w Bydgoszczy wyraźnie nie nadążał za ogólnym wzrostem demograficznym, który był skutkiem intensywnego rozwoju przemysłowego i administracyjnego miasta na przestrzeni całego XIX wieku. Zatem historia Kościoła katolickiego w Bydgoszczy w okresie zaborów to dzieje parafii skupiającej się wokół pozostał kościoła farnego.
Wielkich trudności kapłanom tu pracującym nastręczała duża rozległość parafii. Poza miastem do parafii należało 58 miejscowości, a w 1829 r. już ponad 70 wsi i nowo powstałych osad. W 1827 r. liczbę wiernych w parafii bydgoskiej oceniono na 6 tys. osób, a w 1886 r. – 17 tys..
W latach 1819–1829 władze pruskie dokonały gruntownej renowacji kościoła farnego, zrujnowanego i ograbionego z części wyposażenia podczas stacjonowania w nim wojsk podczas kampanii napoleońskich. W 1831 roku dokonano ponownej konsekracji i wznowienia służby Bożej w kościele. Nie istniały już wówczas staropolskie kościoły filialne, gromadnie rozebrane przez władze pruskie. W 1835 r. zaprzestano kultu w kościele klarysek, a w latach 60. XIX w. kościół pobernardyński przekształcono w świątynię garnizonową dla katolików i protestantów. Obrazu zniszczeń dawnej architektury sakralnej dopełniła rozbiórka w 1879 r. najstarszego bydgoskiego kościoła św. Idziego. Ostatecznie w gestii parafii bydgoskiej pozostał tylko kościół farny oraz pojezuicki pw. św. Ignacego Loyoli. Jeden z wikariuszy parafialnych, najpierw ze statusem prebendarza (kościół z wyodrębnionym budżetem), a następnie rektora (ksiądz rezydujący przy kościele filialnym) został skierowany do udzielania posługi w kościele pojezuickim. Później przydano mu do pomocy wikariusza.
Szczególnie trudna była sytuacja parafii bydgoskiej w okresie Kulturkampfu, gdyż specyfiką tego okresu było połączenie walki prowadzonej z kościołem katolickim z akcją germanizacyjną. Tradycje Kulturkampfu kontynuowała następnie założona w 1894 roku Hakata. Ustawy pruskie z lat 1873 i 1874 doprowadziły do ograniczenia władz kościelnych w obsadzaniu stanowisk. Wprowadzony też został obowiązek składania przysięgi na wierność państwu niemieckiemu. W razie nieposłuszeństwa księży karano usuwaniem z parafii, więzieniem, a w niektórych przypadkach nawet wydaleniem z granic państwa. W tej sytuacji władze kościelne nie kwapiły się do podziału bydgoskiej parafii farnej na mniejsze jednostki, obawiając się nacisków władz o obsadzanie stanowisk proboszczów Niemcami. W 1848 r. przywrócono jednak dekanat bydgoski, obejmujący m.in. Bydgoszcz, Wyrzysk i Złotów. Dziekanem w 1848 r. został ks. J. Manske.
Sprawą zasadniczą było zachowanie w kościele polskiego charakteru narodowego. Narodowość kandydatów na stanowiska proboszczów i wikariuszy była przyczyną sporów toczonych przez władze kościelne z regencją i magistratem Bydgoszczy. Władze państwowe zwlekały z zatwierdzeniem kandydatów przedstawianych przez hierarchię kościelną, zgłaszając swoich pretendentów. Byli to Polacy cieszący się zaufaniem władz, o nastawieniu kompromisowym, które gwarantowało realizację polityki państwa pruskiego lub preferowani byli kapłani narodowości niemieckiej. Najbardziej spektakularny w tym względzie był spór przy kandydaturze niemieckiego ks. Edwarda Beckera na probostwo bydgoskie zakończony pomyślnym dla niego wyrokiem Roty Rzymskiej w 1912 r., dopiero po 6 latach starań.
Ujawniły się również tendencje do separowania narodowościowego katolików. Niemcy odbywali praktyki religijne najpierw w kościele św. Idziego, a następnie w oddanym do ich użytku w 1834 roku kościele pojezuickim. Potem podejmowali starania o organizacyjne wyodrębnienie w Bydgoszczy parafii katolickiej dla Niemców, które trafiło jednak na zdecydowany opór władz diecezjalnych.
Sytuacja polskich katolików poprawiła się dopiero na początku XX w. w okresie, gdy proboszczem w parafii farnej został ks. Ryszard Markwart. Ponadto w 1910 roku rozpoczęto budowę nowego kościoła dla polskich katolików w Bydgoszczy pw. Św. Trójcy. Jego poświęcenie nastąpiło 29 września 1912 roku. W tym samym czasie władze państwowe ufundowały katolikom niemieckim kościół pw. Najświętszego Serca Jezusa w Śródmieściu Bydgoszczy. Przy obu kościołach ustanowiono księży rektorów. W tym czasie na terenie parafii bydgoskiej mieszkało ponad 100 tys. osób, z czego jednak tylko ok. 40% stanowili katolicy (w tym 32% na terenie miasta Bydgoszczy).

### Podział parafii bydgoskiej
Powrót Bydgoszczy do Macierzy w styczniu 1920 r. miał doniosłe znaczenie dla lokalnego Kościoła. Nastąpił proces odniemczenia i repolonizacji miasta. Bydgoszcz opuściło w latach 1918–1926 ponad 40 rys. Niemców, przeważnie ewangelików. Z odpływem Niemców wiązał się silny napływ Polaków, w przeważającej mierze katolików z różnych dzielnic kraju. Głębokim przeobrażeniom uległa struktura wyznaniowa miasta. Już w 1921 r. było w Bydgoszczy 68,1 tys. (75,6%) katolików i 20,8 tys. (23,1%) ewangelików. U schyłku lat 20. odsetek katolików przekroczył 88%, a w przededniu II wojny światowej stanowił 91% ogółu mieszkańców. Jedyna istniejąca parafia pw. św. Marcina i Mikołaja nie mogła już z uwagi na swoją rozległość i wielką liczbę wiernych (100 tys. w 1924 r.), należycie wypełniać swoich funkcji duszpasterskich. Stąd w kwietniu 1920 r. zostały utworzone cztery okręgi duszpasterskie: farny, przy kościele Św. Trójcy, przy kościele Serca Pana Jezusa i na osiedlu Szwederowo.
Po włączeniu Bydgoszczy w granice odrodzonego państwa polskiego zaistniały warunki do podziału parafii i podniesienia do rangi parafialnych zbudowanych uprzednio świątyń filialnych. 10 kwietnia 1924 r. został opublikowany dekret ks. kardynała Edmunda Dalbora o podziale parafii bydgoskiej. Wydzielono z niej wówczas pięć nowych parafii:
- parafię Świętej Trójcy – obejmowała zachodnią część dotychczasowej parafii bydgoskiej; jej kościołem parafialnym ustanowiono dotychczasową filialną świątynię pw. Świętej Trójcy;
- parafię Serca Jezusa – obejmowała północno-zachodnią część dotychczasowej parafii bydgoskiej; jej kościołem parafialnym ustanowiono dotychczasową filialną świątynię pw. Najświętszego Serca Jezusa;
- parafię św. Wincentego à Paulo – obejmowała północno-wschodnią część dotychczasowej parafii bydgoskiej; jej kościołem parafialnym ustanowiono wznoszoną przez Zgromadzenie Misji z Krakowa świątynię pw. św. Wincentego à Paulo;
- parafię Matki Bożej Nieustającej Pomocy – obejmowała głównie osiedle Szwederowo i Górzyskowo; jej kościołem parafialnym ustanowiono tymczasowo kaplicę przy ul. ks. Skorupki, aż do czasu wybudowania własnego kościoła (co nastąpiło w latach 1927–1929);
- parafię Wniebowstąpienia Najświętszej Marii Panny w Brzozie-Przyłęce – obejmowała południową część dotychczasowej parafii bydgoskiej, w tym miejscowości: Brzozę wraz z osadą przy jeziorze Jezuickim, Ciele, Emilianowo, Łażyn, Piecki, Prądki, Przyłęki, Stryszek, Zielonkę, oraz miejscowości dotychczas należące do parafii łabiszyńskiej: Czynowiec, Kobylarnię, Olimpin, Antoniewo, Smolno i Wałownicę[16].

Granice parafii farnej opierały się odtąd od wschodu na Wiśle, od południa w przybliżeniu na Zboczu Bydgoskim (z włączeniem Kapuścisk i Małych Bartodziei), od zachodu na Brdzie, a od północy na ul. Jagiellońskiej (z włączeniem fragmentu Śródmieścia, aż do ul. Dworcowej, Słowackiego, Reja i Staszica). Liczba wiernych w parafii w 1925 r. wynosiła ok. 23 tys. osób.
W 1938 r. na terenie parafii farnej znajdowały się:
- kościół parafialny pw. św. Marcina i Mikołaja,
- trzy kościoły filialne:
  - sukursalny św. Ignacego Loyoli,
  - sukursalny NMP Wniebowziętej (klarysek),
  - wojskowy św. Jerzego,
- sześć kaplic:
  - kaplica publiczna św. Stanisława w Bydgoszczy-Siernieczku,
  - kaplica publiczna św. Floriana w Domu Sióstr Miłosierdzia św. Wincentego a Paulo,
  - kaplica półpubliczna w Domu prowincjonalnym Zgromadzenia Ducha Św.,
  - kaplica półpubliczna w Sierocińcu Miejskim,
  - kaplica półpubliczna w Schronisku dla Niewidomych,
  - kaplica półpubliczna w więzieniu.

Na jej terenie pracowało 10 księży diecezjalnych i 1 zakonny, co stanowiło blisko 1/3 duchowieństwa w mieście.
W marcu 1921 r. dekanat bydgoski został podzielony na dekanat bydgoski miejski i dekanat bydgoski podmiejski (wiejski) obejmujący m.in. parafie: Dąbrówka Nowa, Łąsk Wielki, Mąkowarsko, Ślesin, Wąwelno i Wierzchucin Królewski.

### Okres okupacji niemieckiej
W styczniu 1940 r. władze okupacyjne przekazały kościół farny Niemcom. Proboszczem został ks. Alojzy Kaluschke, przed 1939 r. prebendarz kościoła pojezuickiego. Początkowo do użytku Polaków przekazano kościół Klarysek, lecz w marcu 1941 r. świątynia ta została zamknięta. W nabożeństwach nie wolno było używać języka polskiego, od lutego 1941 r. nawet podczas spowiedzi. Gestapo zakazało również odprawiania nabożeństw w domach prywatnych. Od stycznia do sierpnia 1940 r. trwała rozbiórka kościoła pojezuickiego wraz z całą zachodnią pierzeją Starego Rynku. Inicjatorem tego barbarzyńskiego czynu był ówczesny nadburmistrz Bydgoszczy, kreileiter NSDAP Werner Kampe.
W latach okupacji zginęło kilku księży parafii farnej: proboszcz Józef Schulz (w marcu 1940 r. w obozie koncentracyjnym w Buchenwaldzie), wikariusz Jan Jakubowski (we wrześniu 1939 r. w egzekucjach na Starym Rynku), wikariusz Stanisław Kopeć (zabity we wrześniu 1939 r. pod Gostyninem przez wybuch bomby lotniczej), wikariusz, substytut kaplicy św. Stanisława na Siernieczku Antoni Świadek (zmarł w styczniu 1945 w Dachau). Ks. Antoni Świadek został w 1999 r. ustanowiony błogosławionym kościoła katolickiego przez Jana Pawła II.

### Okres powojenny
W okresie powojennym lokalny Kościół w Bydgoszczy znalazł się rzeczywistości Polski Ludowej, w której władza dążyła do ateizacji społeczeństwa. Już w latach 1949–1950 rząd rozpoczął otwartą walkę z Kościołem, która z dużym natężeniem trwała do października 1956 r., osiągając apogeum w 1953 r.
Kościół bydgoski wykorzystał poprawne początkowo stosunki pomiędzy państwem a kościołem na przejęcie (w lutym 1945 r.) kilku opuszczonych zborów ewangelickich, które po poświęceniu stały się świątyniami katolickimi. W 1946 r. na bazie tych świątyń oraz przedwojennych kaplic erygowano sześć nowych parafii (razem było 12):
- św. Piotra i Pawła na bazie zboru ewangelickiego św. Pawła w Śródmieściu;
- św. Wojciecha na bazie zboru ewangelickiego na Okolu;
- św. Józefa Rzemieślnika na bazie zboru ewangelickiego na Bartodziejach Małych;
- Miłosierdzia Bożego na bazie zboru ewangelickiego na Wilczaku;
- Ducha Świętego na bazie dotychczasowej kaplicy duchaczy na Glinkach;
- św. Stanisława Biskupa i Męczennika na bazie dotychczasowej kaplicy św. Stanisława na Siernieczku.

W 1945 r. pozyskano również dawną farę ewangelicką św. Krzyża na placu Kościeleckich, którą jednak przekazano jezuitom. W związku z erygowaniem nowych parafii znacznie zmniejszyło się terytorium parafii farnej. Uległo ono dalszemu uszczupleniu w 1967 r., kiedy na bazie kościoła jezuitów utworzono parafię parafię pw. św. Andrzeja Boboli.
W 1947 r. na terenie parafii farnej zamieszkiwało 13 tys. osób, co stanowiło 9% katolików w mieście. W skład parafii wchodziły 3 kościoły rektorskie (klarysek, garnizonowy, jezuitów) oraz 2 kaplice. W 1957 r. w bydgoskiej parafii farnej nadal zamieszkiwało 13 tys. osób, ale stanowiło to zaledwie 6% katolików w mieście. Pracowało w niej 5 księży diecezjalnych, 4 zakonnych (jezuici) i kapelan wojskowy. Przy kościele farnym mieszkały także i prowadziły przedszkole siostry należące do Zgromadzenia Sióstr Najświętszej Marii Panny.
W 1952 r. dekanat bydgoski podzielono na dwie jednostki, a w kolejnych latach ulegał on dalszemu podziałowi w wyniku wzrostu liczby parafii. W skład utworzonego w 1952 r. dekanatu Bydgoszcz I wchodziły oprócz farnej parafie: Najświętszego Serca Jezusa, św. Wincentego à Paulo, św. Apostołów Piotra i Pawła, św. Stanisława Biskupa oraz parafie wiejskie w Łąsku Wielkim, Mąkowarsku i Wierzchucinie Królewskim. W 1966 r. dekanat ten obejmował 6 parafii, wyłącznie miejskich (od 1956 r. doszła parafia Niepokalanego Poczęcia Najświętszej Marii Panny na Jachcicach). W 1971 r. wszedł w życie dekret prymasa Polski kard. Stefana Wyszyńskiego, na mocy którego powstały cztery miejskie dekanaty bydgoskie. Parafia farna znalazła się w dekanacie Bydgoszcz I razem z parafiami: Najświętszego Serca Pana Jezusa w Śródmieściu, św. Antoniego na Czyżkówku, Niepokalanego Poczęcia Najświętszej Marii Panny na Jachcicach oraz św. Andrzeja Boboli. W jego skład włączono również kościół garnizonowy oraz kaplicę na cmentarzu Nowofarnym przewidywaną na kolejną świątynię parafialną. W 1992 r. w związku z włączeniem parafii fordońskich do archidiecezji gnieźnieńskiej, powiększono liczbę dekanatów bydgoskich do 5. Parafia farna znalazła się wówczas w dekanacie Bydgoszcz II (Śródmieście) obok sześciu innych parafii obejmujących środkową i północną część miasta.
W latach powojennych parafia farna straciła na znaczeniu, z powodu zmniejszenia jej terytorium i liczby wiernych. Stała się jedną z wielu parafii bydgoskich. W 1985 r. obejmowała jeszcze 4,2 tys. wiernych, a w 1996 r. już tylko 3,0 tys. Wzrosło natomiast znaczenie kościoła farnego jako kluczowego ośrodka kultu Matki Bożej Pięknej Miłości – sanktuarium maryjnego oraz kolebki kościoła bydgoskiego. W latach 1982–1996 przy farze rezydował wikariusz biskupi miasta Bydgoszczy (Jan Wiktor Nowak), który podejmował liczne inicjatywy integrujące miejskie ośrodki duszpasterskie. Był on inicjatorem Bydgoskich Dni Społecznych (1987) Tygodnia Kultury Chrześcijańskiej, czy też Prymasowskiego Instytutu Kultury Chrześcijańskiej (1982), który później stał się piątą wyższą uczelnią w Bydgoszczy. Okres działalności biskupa Nowaka był preludium do ustanowienia w 1999 r. kościoła farnego konkatedrą archidiecezji gnieźnieńskiej, a w 2004 r. katedrą diecezji bydgoskiej.
Obecnie parafia farna wchodzi w skład dekanatu Bydgoszcz II. Na jej obszarze znajdują się trzy kaplice:
- kaplica w rezydencji Biskupa Bydgoskiego,
- kaplica pw. błog. Antoniego Świadka przy ul. Farnej,
- kaplica w Areszcie Śledczym przy ul. Wały Jagiellońskie.

W 2011 roku parafia liczyła 2,3 tys. wiernych. 11 stycznia 2015 proboszcz parafii poinformował w ogłoszeniach parafialnych, że parafia liczy już tylko ok. 520 rodzin i 998 osób. Wizytę duszpasterska przyjęło 248 rodzin, 104 rodziny odmówiły wizyty, a 173 mieszkania zastano zamknięte.

## Kler parafialny

### Proboszczowie
W okresie staropolskim urzędowych administratorów parafii nazywano przemiennie plebanami bydgoskimi, rektorami (przełożonymi) bydgoskiego kościoła parafialnego bądź prepozytami, czyli proboszczami, tak kościoła, jak i miejscowej parafii. Tytuł proboszczów upowszechnił się po roku 1466, od czasu fundacji czteroosobowego kolegium mansjonarzy, obarczonych zadaniem śpiewania oficjum o Najświętszej Marii Pannie. Proboszczowie szafowali sakramentami, odprawiali msze św., głosili kazania, słuchali spowiedzi, a od schyłku XVI wieku prowadzili metrykalne księgi chrztów, ślubów i zgonów.
Niepełna lista proboszczów bydgoskiej parafii farnej
| Lata      | Ksiądz                                    | Uwagi |
| 1401      | Krystyn                                   | rektor (proboszcz lub administrator) kościoła farnego, wzmiankowany w dokumencie erekcyjnym klasztoru karmelitów w Bydgoszczy; 22 lipca 1402 r. uczestniczył we Włocławku w rozprawie przed sądem kościelnym o zabór wsi Zgłowiączka koło Lubrańca |
| 1413      | Mikołaj syn Mojżesza                      | rektor; wzmiankowany jego pobyt w Tucholi jako prokuratora i pełnomocnika Andrzeja Łaskarzewica, prepozyta włocławskiej kapituły katedralnej |
| 1417      | Krystyn z Modzerowa                       | pochodził z Modzerowa na Kujawach południowych; przed 11 grudnia 1417 r. zrezygnował z bydgoskiego probostwa |
| 1418–1423 | Dobrogost                                 | 13 sierpnia 1423 r. stanął przed sądem konsystorskim we Włocławku, oskarżony o zaniedbania w pracy duszpasterskiej z powodu nałogu pijaństwa; zachowane akta sądowe wskazują, że duszpasterskie obowiązki proboszcza spełniali w owym czasie wikariusze |
| 1449–1451 | Michał z Domasławia                       | pochodził z Domasławia koło Żnina |
| 1460–1463 | Mikołaj                                   | proboszcz bydgoski i zarazem ołtarzysta kościoła parafialnego św. Marii Magdaleny w Poznaniu |
| 1483      | Marcin                                    | proboszcz |
| 1502–1505 | Maciej Kijowski ze Służewa herbu Ogończyk | proboszcz bydgoski i równocześnie gnieźnieński kanonik katedralny oraz kanonik kolegiaty łęczyckiej; zrezygnował z probostwa; zmarł w 1525 r. |
| 1513–1516 | Marcin z Osiecznej                        | proboszcz; w drugiej połowie 1513 r. także kapelan zamkowy w Przedczu |
| 1520      | Pieniążek                                 | proboszcz; bydgoski bernardyn lub karmelita |
| 1527      | Franciszek z Międzychodu                  | proboszcz i dziekan bydgoski |
| 1531–1552 | Grzegorz Wyrozębski z Wyrozęb             | proboszcz i oficjał bydgoski, oprócz tego archidiakon gnieźnieński i oficjał kamieński |
| 1554–1558 | Gabriel ze Zgierza                        | proboszcz |
| 1558      | Jan Bobowita z Bobowa                     | proboszcz |
| 1564      | Michał Makowiusz z Makowa                 | proboszcz |
| 1567–1581 | Jan Fabiusz z Bobowa                      | proboszcz i oficjał bydgoski; posiadał ogólne wykształcenie uniwersyteckie (magister sztuk wyzwolonych); miał do pomocy 5 wikariuszy; był także plebanem w Kościelcu Kujawskim, został pochowany w kościele bydgoskim |
| 1581–1609 | Sebastian Paulin z Szamotuł               | proboszcz i oficjał bydgoski, bakałarz sztuk wyzwolonych; wcześniej kaznodzieja w Kościanie (przed 1581), później także pleban w podbydgoskim Dobrczu (od 1584); miał do pomocy 6 księży: wikariuszy, altarzystów i mansjonarzy |
| 1610–1629 | Andrzej Krąpiewski z Bydgoszczy           | proboszcz i oficjał bydgoski; przedstawiciel możnej i wpływowej rodziny mieszczańskiej ze szlacheckim rodowodem; karierę zaczynał w diecezji chełmińskiej, gdzie był kolejno plebanem w Szczepankach, Łasinie (1597), bakałarzem w Chełmnie (przed 1608) oraz tamtejszym proboszczem i dziekanem (1608-1610); zmarł w 1629 w Bydgoszczy                                             |
| 1629–1631 | Jan Krzezwiór z Bydgoszczy                | pleban i oficjał bydgoski; syn Marcina i Reginy, mieszczan bydgoskich o szlacheckich korzeniach; dotychczasowy ołtarzysta farnego ołtarza Świętej Katarzyny (od 1615); zmarł w 1631 w Bydgoszczy |
| 1631–1639 | Jan Patrycy (Petrycy)                     | pleban, dziekan i oficjał bydgoski |
| 1643–1647 | Wojciech Chomętowski                      | proboszcz i oficjał bydgoski, kanonik kolegiaty kruszwickiej; zmarł 1 kwietnia 1647 w Bydgoszczy |
| 1647–1659 | Wojciech Szachora                         | proboszcz i dziekan, a od 1657 r. także oficjał bydgoski; zmarł w 1659 w Bydgoszczy; w latach 1653–1656 obowiązki proboszcza sprawował komendarz ks. Jan Laubiger, wikariusz farny i kapelan kaplicy Świętej Trójcy na Przedmieściu Poznańskim, a w roku 1656 – ks. Marcin Pruski, bydgoski bernardyn                                                                               |
| 1659–1662 | Walenty Szymański                         | proboszcz, dziekan i oficjał bydgoski; oprócz tego kanonik kolegiaty kruszwickiej i protonotariusz apostolski (infułat); zmarł w 1662 w Bydgoszczy |
| 1663–1672 | Jan Krąpiewski z Bydgoszczy               | proboszcz, oficjał i dziekan bydgoski, kanonik kruszwicki; krewny wcześniejszego proboszcza Andrzeja Krąpiewskiego; do 1650 r. był mansjonarzem w kościele benedyktynek w Sierpcu, od 1651 r. komendarzem fordońskim, a do 1662 r. plebanem golubskim; zmarł we wrześniu 1672 w Bydgoszczy                                                                                          |
| 1672–1681 | Paweł Rylski z Wielkiego Rylska           | prepozyt, od 1673 r. oficjał, a od 1674 r. także dziekan bydgoski, oprócz tego kanonik kolegiaty Świętego Michała na zamku krakowskim; w 1676 r. obowiązki proboszcza sprawował komendarz ks. Jan Jakub Doński, wikariusz farny i kapelan farnej kaplicy Świętych Fabiana i Sebastiana                                                                                              |
| 1686      | Jakub Ignacy Włodzimierski                | proboszcz i oficjał bydgoski; równocześnie proboszcz w Solcu Kujawskim; oskarżono go w późniejszym czasie o wywóz na plebanię solecką wielu ksiąg z biblioteki farnej |
| 1689      | Skubaczewski                              | proboszcz; potomek rodziny mieszczan bydgoskich ze szlacheckim rodowodem |
| 1699      | Józef Kotyński                            | prepozyt bydgoski |
| 1712      | Jerzy Ciećwierski                         | komendarz pełniący obowiązki proboszcza; prepozyt szpitala św. Stanisława na Przedmieściu Kujawskim |
| 1729–1730 | Szymon Franciszek Minkiewicz              | komendarz pełniący obowiązki proboszcza bydgoskiego; proboszcz fordoński, scholastyk kolegiaty wolborskiej, później także oficjał bydgoski i kanonik kolegiaty kruszwickiej |
| 1733      | Jan Bukowski z Bydgoszczy                 | komendarz pełniący obowiązki proboszcza bydgoskiego; prepozyt kaplicy Świętego Krzyża na Przedmieściu Poznańskim oraz św. Stanisława na Przedmieściu Kujawskim |
| 1740      | Szymon Franciszek Minkiewicz              | komendarz pełniący obowiązki proboszcza bydgoskiego |
| 1745–1749 | Michał Kozłowski                          | komendarz pełniący obowiązki proboszcza bydgoskiego, oficjał bydgoski, dziekan inowrocławski, pleban w Tucznie, zmarł w 1749 r. |
| 1750      | Antoni Żukiński                           | komendarz pełniący obowiązki proboszcza bydgoskiego |
| 1751–1768 | Antoni Żukiński                           | proboszcz bydgoski; oficjał bydgoski (1751-1753), kanonik kolegiaty kruszwickiej, dziekan inowrocławski oraz pleban w Tucznie (1750-1768); w parafii bydgoskiej miał do pomocy 2 wikariuszy |
| 1754–1779 | Wawrzyniec Dutkowski                      | komendarz pełniący obowiązki proboszcza bydgoskiego; prepozyt szpitala Świętego Krzyża na Przedmieściu Poznańskim |
| 1779–1806 | Jan Dutkowski                             | proboszcz bydgoski, urodzony w 1759 r.; odbudował plebanię; odnowił świątynię św. Stanisława; w 1792 r. wystosował protest przeciwko planom przeciągania Kanału Bydgoskiego przez grunty należące do parafii bydgoskiej; pełnił posługę do swojej śmierci; w 1794 r. jego podwładny ks. Rudawski wsparł finansowo powstanie kościuszkowskie kościelnymi precjozami i dewocjonaliami |
| 1806–1809 | Andreas Kalonne (Kahlorn)                 | komendariusz; Niemiec pochodzący z Prus Wschodnich; prowadził w farze duszpasterstwo niemieckie |
| 1814–1818 | Jan Hieronim Wyszomirski                  | proboszcz; pochodził z Prus Zachodnich; był znany jako świetny znawca filozofii i teologii oraz kaznodzieja; jego kazania były drukowane na łamach Dziennika Urzędowego Departamentu Bydgoskiego; był także rektorem Szkoły Głównej Departamentowej w Bydgoszczy; miał do pomocy 2 wikariuszy; pełnił posługę do swojej śmierci                                                     |
| 1821–1823 | Jan Thielmann                             | komendariusz tymczasowo zarządzający kościołem wobec wakatu na stanowisku proboszcza |
| 1823–1828 | Jakub Kantak                              | proboszcz; miał do pomocy 2 wikariuszy; odszedł do Inowrocławia, gdzie objął probostwo; parafia należy do dekanatu bydgoskiego i archidiecezji gnieźnieńskiej |
| 1830–1831 | Stanisław Sanftleben                      | proboszcz urodzony w 1769 r.; miał do pomocy 2 wikariuszy; osobiście zaangażował się w działalność na rzecz powstania listopadowego; wraz z Napoleonem Czapskim stanął na czele patriotycznego sprzysiężenia; wielokrotnie odbywał podróże do Warszawy na spotkania z władzami powstańczymi; po upadku powstania został przeniesiony z probostwa bydgoskiego do Królestwa Polskiego |
| 1834–1843 | Walenty Frank                             | proboszcz; miał do pomocy 3 wikariuszy; pochodził ze Śląska; jako jedyny proboszcz bydgoski korespondował z diecezją w języku niemieckim; przeniesiony do Poznania w związku z wyborem na kanonika tamtejszej kapituły katedralnej |
| 1844      | wakat                                     | |
| 1845–1870 | Józef Turkowski                           | proboszcz; miał do pomocy 2 wikariuszy; w latach 1868–1870 łączył funkcje proboszcza bydgoskiego i dziekana dekanatu bydgoskiego; pełnił posługę do swojej śmierci |
| 1871      | Augustyn Jaskulski                        | administrator parafii pełniący obowiązki proboszcza; miał do pomocy 2 wikariuszy; pochodził z Prus Zachodnich; uzyskał stopień licencjata teologii; ceniono go za doskonałą znajomość języka hebrajskiego |
| 1872–1887 | Antoni Choiński                           | proboszcz; miał do pomocy 2 wikariuszy; był inicjatorem założenia w 1883 r. Towarzystwa Robotników Katolickich, które w 1892 r. przemianowano na Towarzystwo Robotników Polsko-Katolickich – największą organizację polską w Bydgoszczy; z powodu konfliktów zrezygnował z probostwa i przeszedł na emeryturę                                                                       |
| 1887–1899 | Józef Choraszewski                        | proboszcz; doktor teologii; miał do pomocy 3 wikariuszy; inicjator budowy kościoła Świętej Trójcy; udzielał się społecznie w wielu organizacjach i stowarzyszeniach; założył w 1894 r. Katolickie Towarzystwo Rzemieślników Polskich; pełnił posługę do swojej śmierci |
| 1899      | Leo Fischbock                             | administrator parafii pełniący obowiązki proboszcza (maj – grudzień 1899 r.); Niemiec pochodzący z prowincji Pomorze Zachodnie |
| 1899–1906 | Ryszard Markwart                          | proboszcz; pochodził z Ostródy; miał do pomocy 3 wikariuszy i rezydenta; zabiegał o zbudowanie w Bydgoszczy kościoła Świętej Trójcy, założyciel cmentarza Nowofarnego; polski działacz narodowy; pełnił posługę do swojej śmierci |
| 1906–1912 | Józef Jagalski                            | administrator parafii pełniący obowiązki proboszcza; miał do pomocy 4 wikariuszy; |
| 1912–1921 | Eduard Becker                             | niemiecki proboszcz, zatwierdzony przez władze kościelne po kilku latach starań; miał do pomocy 4 wikariuszy; opuścił parafię farną w lutym 1921 r., po jej reorganizacji i utworzeniu 4 odrębnych okręgów duszpasterskich |
| 1921–1929 | Tadeusz Skarbek-Malczewski                | proboszcz i dziekan bydgoski; renowator kościoła farnego i kościoła Klarysek, odkrywca i restaurator obrazu Matki Bożej Bydgoskiej we farze; pozostawił wiele katolickich symboli religijnych w mieście |
| 1929–1931 | Mieczysław Łapka                          | tymczasowy administrator kościoła i parafii |
| 1931–1939 | Józef Schulz                              | proboszcz i dziekan bydgoski; działacz Polskiego Związku Zachodniego; wiceprzewodniczący zarządu bydgoskiej Straży Obywatelskiej na początku września 1939 r.; aresztowany i maltretowany przez hitlerowców; zesłany do obozu koncentracyjnego w Dachau, a następnie do Buchenwaldu, gdzie został zamęczony.                                                                        |
| 1939–1945 | Alojzy Kaluschke                          | niemiecki proboszcz, miał do pomocy 2 wikariuszy; zezwolił pod presją na wyburzenie kościoła pojezuickiego na Starym Rynku |
| 1945–1966 | Franciszek Hanelt                         | proboszcz; pracował w Bydgoszczy międzywojennej (1923-1939) jako wikariusz w kościele Św. Trójcy i prefekt w szkołach średnich, lata okupacji spędził w Solcu Kujawskim, gdzie działał w AK; w latach 50. odrestaurował bydgoski kościół farny oraz kościół Klarysek; rozszerzył kult Matki Boskiej Bydgoskiej i doprowadził do ukoronowania wizerunku w 1966 r.                    |
| 1966–1982 | Kazimierz Warda                           | proboszcz |
| 1982–1996 | Jan Wiktor Nowak                          | proboszcz fary i Wikariusz Biskupi dla miasta Bydgoszczy, biskup pomocniczy gnieźnieński; na stanowisku proboszcza zastępowany przez innych księży np. w 1995 przez ks. Bronisława Wiśniewskiego |
| 1996–2010 | Zbigniew Maruszewski                      | proboszcz; od 2004 r. parafia znajduje się w diecezji bydgoskiej (zm. 10.08.2015) |
| od 2010   | Stanisław Kotowski                        | proboszcz |

### Wikariusze
W parafii bydgoskiej wikariusze odnotowani byli już w XV wieku. Po 1466 r. rekrutowali się zazwyczaj z kręgu mansjonarzy. W ciągu XVI-XVIII wieku liczba wikariuszy w parafii wahała się od 2 do 6.
Osobną funkcję stanowili komendarze parafii, wyznaczani przez proboszczów, którzy dzierżyli w swych rękach kilka beneficjów kościelnych i w związku z tym byli okresowo nieobecni w Bydgoszczy. Komendarze występowali już w II połowie XVII wieku, a zwłaszcza w wieku XVIII, kiedy Bydgoszcz znacznie się wyludniła wskutek wojen i „morowego powietrza”.
Rangę osobnego urzędu posiadała od XVI wieku funkcja kaznodziei farnego. Kazania wygłaszał proboszcz albo wyznaczony przezeń wikariusz, natomiast po 1616 r. miejsce na parafialnej ambonie zajmował zawsze jeden z rezydujących w Bydgoszczy jezuitów, obsadzany na urzędzie kaznodziejskim przez biskupa włocławskiego.
Po przejściu Bydgoszczy pod władzę Królestwa Prus w 1772 r. pomocą proboszczowi służył zaledwie jeden wikariusz. Od 1815 r. ich liczba zmieniała się i wikariuszy było 2, a rzadziej 3, zależnie od skuteczności starań proboszcza. Od lat 70. XIX w. w Bydgoszczy pracowało już z reguły 3 wikariuszy. Obsadę wikariatu parafii bydgoskiej cechowała znaczna fluktuacja. Młodzi księża pełnili swoją posługę najczęściej przez 2-3 lata. Przykładowo, w latach 1845–1870, gdy proboszczem był ks. Józef Turkowski, przez parafię bydgoską przewinęło się 23 wikariuszy.

### Świecki personel kościelny
W okresie staropolskim świecki personel farny tworzyli: dzwonnik, nauczyciel szkoły parafialnej, kantor, zakrystian, organista i kalikant, który nogami poruszał miechy organów. Mianowały i opłacały ich władze miejskie, przy czym w myśl postanowień przywileju lokacyjnego proboszcz opiniował i zatwierdzał kandydatów na te stanowiska. Dodatkowe dochody służby kościelnej pochodziły z dobrowolnych datków i okolicznościowych opłat za świadczone przez nią usługi podczas procesji, ślubów i pogrzebów.
Funkcja dzwonnika polegała na dzwonieniu w określonych porach dnia i przy okazji pogrzebów, a także na sygnalizacji w razie katastrof, pożarów i napadów. Dzwonnicy zniknęli ze składu personelu farnego po 1600 r., kiedy do rynkowego ratusza dostawiono wyniosłą wieżę, z dzwonem alarmowym i dwiema galeriami obserwacyjnymi u szczytu.
Zakrystian sprawował pieczę nad zgromadzonym w zakrystii sprzętem liturgicznym, natomiast kantor śpiewał w kościele litanie i koronki maryjne oraz udzielał lekcji śpiewu w szkole parafialnej. Znanych jest z imienia i nazwiska 11 kantorów bydgoskich oraz 5 organistów.
Kantorzy bydgoscy w okresie staropolskim:
- Szymon, 1598 – również nauczyciel szkoły parafialnej;
- Stanisław Grocholita, 1598 – również nauczyciel;
- Tomasz Znój z Krobii, 1599 – także nauczyciel;
- Wojciech Znój z Krobii, brat Tomasza, 1599;
- Stefan Mączka vel Rączka, 1607;
- Cyprian Kacki, 1617;
- Walerian Maciejewski, 1647;
- Walenty, 1651;
- Walenty, równocześnie śpiewak katedry włocławskiej, 1694–1696;
- Maciej Ciesielski, zarazem nauczyciel, 1745–1760;
- Andrzej Jaśniewicz, po 1760–1791.

Organiści bydgoscy w okresie staropolskim:
- Paweł, 1586;
- Walenty Skorczyński, 1658–1659;
- Stanisław Gaczkowski, 1673;
- Walenty Bętkowski, 1757–1763;
- Fabian, 1764.

Nauczyciele szkoły parafialnej zwani byli rektorami lub bakałarzami, gdyż legitymowali się najczęściej wykształceniem uniwersyteckim. Znanych jest z nazwiska tylko kilku nauczycieli bydgoskiej szkoły elementarnej.
Nauczyciele bydgoskiej szkoły parafialnej w okresie staropolskim:
- Stanisław „de Schusko”, 1398 – posiadał tytuł magistra sztuk wyzwolonych;
- Bartłomiej, 1533–1547;
- Szymon, 1598 – również kantor kościelny;
- Stanisław GrocCholita, 1598 – również kantor;
- Tomasz Znój z Krobii, 1599 – także kantor;
- Józef Kaczugowic, 1625;
- Tobiasz Piórowic, 1650.